# Seda Başay-Yıldız

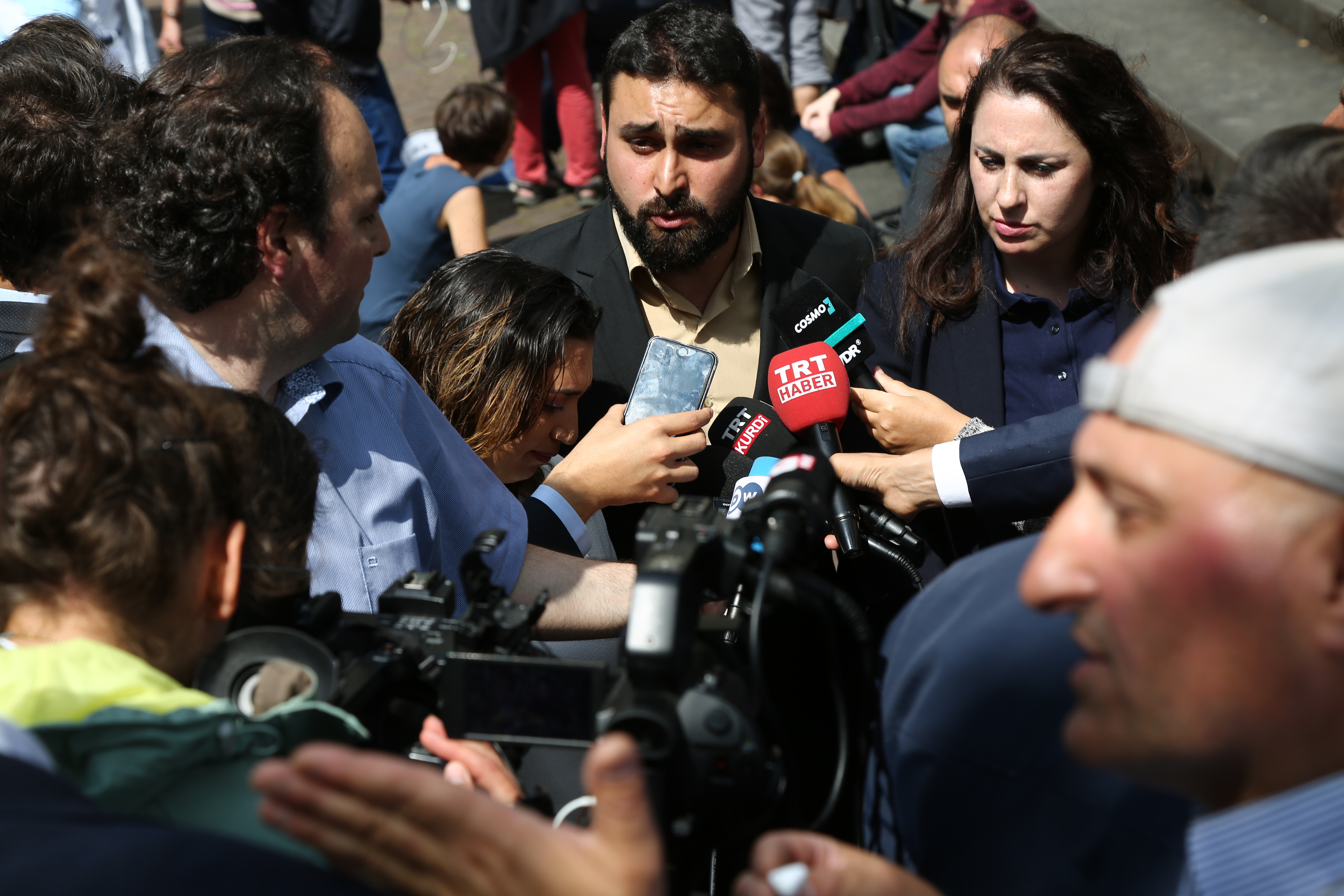
Seda Başay-Yıldız neben Abdulkerim Şimşek am Tag der Urteilsverkündung im NSU-Prozess

Seda Başay-Yıldız (* 1976 in Marburg) ist eine deutsche Rechtsanwältin. Sie wurde als Anwältin der Nebenklage für die Familie von Enver Şimşek im NSU-Prozess bekannt. Seit August 2018 erhielt sie eine Reihe von Morddrohungen, die mit „NSU 2.0“ unterzeichnet waren und Daten aus Computern der Polizei Hessen enthielten.

## Ausbildung
Başay-Yıldız wurde in Marburg geboren und wuchs dort auf. Sie studierte Jura in Frankfurt am Main und arbeitet dort seit 2003 in einer Anwaltskanzlei.

## NSU-Prozess
Von 2013 bis 2018 vertrat Başay-Yıldız vor dem Oberlandesgericht München die Familie von Enver Şimşek, den die rechtsterroristische Gruppe Nationalsozialistischer Untergrund (NSU) am 11. September 2000 als erstes von neun Opfern der NSU-Mordserie aus rassistischen Motiven ermordet hatte. Der fünfjährige Prozess klärte die Hauptfragen ihrer Mandanten nicht auf, nämlich welche Helfershelfer die Mörder an den jeweiligen Tatorten hatten, wer die einzelnen Opfer ausgesucht hatte und warum. Im Prozess warf sie den Ermittlern schwere Ermittlungsfehler vor und kritisierte, dass Spuren zum Unterstützernetz des NSU-Trios und möglichen Mittätern nicht nachgegangen worden sei. Sie forderte, dazu auch nach einem Urteil weiter zu ermitteln und auch die Akten des Verfassungsschutzes dazu zu öffnen.
In einem Vorwort 2019 fasste Başay-Yıldız ihre Kritik am Rassismus in deutschen Sicherheitsbehörden zusammen: Diese, nicht nur die Rechtsterroristen, hätten bei den Ermittlungen zur NSU-Mordserie die Menschenwürde der Toten und ihrer Angehörigen verletzt und damit ihren Grundgesetz-Auftrag gebrochen. „Polizeibeamte behaupteten über Jahre gegenüber der Öffentlichkeit und den Hinterbliebenen, sie seien Ehebrecher, Menschen- und Drogenhändler gewesen.“ Sie hätten die Mordopfer verdächtigt, selbst Schuld an ihrem Tod zu sein. Trotz regionaler Unterschiede seien sich die Strafverfolger aller Bundesländer einig gewesen: „Sie verfolgten mit großem zeitlichen und personellen Aufwand jeden noch so entfernten und abwegigen Hinweis auf vermeintliche Verbindungen der Opfer zur organisierten Kriminalität oder eine Verbindung der Opfer untereinander. Hinweise von Zeugen auf als deutsch aussehend beschriebene Tatverdächtige wurden hingegen so gut wie nicht verfolgt. Trotz der Hinweise der Angehörigen wurde ein rassistisches Motiv in keinem der Mordfälle auch nur ernsthaft erwogen und in diese Richtung ermittelt.“ Diese einseitige Ermittlungsrichtung sei nur aus rassistischen Vorurteilen im Polizeiapparat gegenüber der Herkunft der Opfer zu erklären. Das sei kein Schuldvorwurf an individuelle Beamte: „Vielmehr zeigt sich der Rassismus in Abläufen, Einstellungen und Verhaltensweisen, die durch unbewusste Vorurteile, Nichtwissen, Gedankenlosigkeit und rassistische Stereotype zur Diskriminierung führen und Menschen benachteiligen.“ Nachdem die Täter entdeckt wurden, hätten die Behörden der Verunsicherung der Migranten in Deutschland konsequent entgegentreten müssen: „Notwendig wäre eine bedingungslose Aufklärung der Rolle der Nachrichtendienste und Strafverfolgungsbehörden gewesen. Denn erst durch ihr Handeln haben sie die Verbrechen des NSU ermöglicht. Der Verfassungsschutz selbst hat durch Aktenvernichtungen und offene Lügen die Aufklärung verhindert. Das gegebene Aufklärungsversprechen haben die Behörden systematisch gebrochen“, etwa durch die frühe Einengung der Ermittlungen auf die These eines NSU-Trios und die Nichtfreigabe von Akten. Dieses Verhalten sei „ein Freifahrtschein für die rechte Szene. Netzwerke wurden nicht ermittelt, weil es angeblich keine gab.“ Die Ermittlungsfehler seien keine Einzelfälle, sondern ein strukturelles Problem: „Der Staat verliert seine Glaubwürdigkeit, wenn er bei rechtsextremen Beamten nicht hart durchgreift und diese ohne Wenn und Aber vom Dienst entfernt.“ Nur so könne das verlorene Vertrauen vieler Migranten in den gleichen Schutz durch die deutsche Polizei wiederhergestellt werden. Angesichts der gegenwärtigen Anfeindung, Ausgrenzung und Bedrohung von Menschen als Nichtdeutsche komme es darauf an: „Wir müssen Haltung zeigen und unsere Grundwerte mehr denn je verteidigen. Wer das nicht tut, macht sich mitschuldig.“

## Weitere Prozesse
In mehreren Verfahren verhalf Başay-Yıldız Menschen zu Rechtsschutz, welche die öffentliche Meinung als Terroristen vorverurteilt hatte. Bis Mai 2018 verteidigte sie Haikel S., den deutsche Sicherheitsbehörden als terrorverdächtigen Gefährder eingestuft hatten, zunächst erfolgreich gegen seine Abschiebung in sein Herkunftsland Tunesien. Daraufhin erhielt sie bereits anonyme Drohungen. Sie betrachtet diese nicht nur als Angriffe auf ihre Person, sondern auf den Rechtsstaat, und stellte öffentlich klar: „Unsere Grundrechte gelten für jeden. Ich bin erstaunt, dass diese Selbstverständlichkeit überhaupt thematisiert werden muss, dass der Rechtsstaat für alle Bürger gilt.“ Populistische Aussagen von Politikern wie Horst Seehofer und Alexander Dobrindt (beide CSU), der deutsche Rechtsanwälte als Teil einer „Anti-Abschiebe-Industrie“ dargestellt hatte, trügen dazu bei: „Da werden wir Anwälte, Organe der Rechtspflege, plötzlich zu Feinden.“
Im Sommer 2018 verteidigte sie Sami A., einen mutmaßlichen Leibwächter von Osama bin Laden, gegen dessen damalige rechtswidrige Abschiebung. Das Oberverwaltungsgericht Münster entschied im August 2018, dass die Abschiebung offensichtlich rechtswidrig war. Başay-Yıldız warf der Politik vor, „eine Erfolgsstory auf Kosten der Rechtsstaatlichkeit“ zu produzieren. In allen diesen Fällen vertritt sie rechtsstaatliche Grundprinzipien, die auch Terrorverdächtigen Anspruch auf ein faires Verfahren garantieren.
Nach dem Rizinfund in Köln im Juni 2018 klagte die Bundesanwaltschaft zunächst den Tunesier Sief Allah H., später auch seine Ehefrau Yasmin H. an, sie hätten gemeinsam einen islamistischen Terroranschlag geplant und dazu eine Bombe mit dem hochgiftigen Biokampfstoff Rizin gebaut. Başay-Yıldız und ein Kollege verteidigten Yasmin H. im Strafprozess vor dem Oberlandesgericht Düsseldorf. Im Januar 2020 stellten sie mehrere Anträge, um zu beweisen, dass ihre Mandantin nichts vom Bombenbau ihres Mannes gewusst und dieser sie und ihre Kinder verlassen habe, um allein nach Syrien in den Kampf für den Islam zu ziehen. Im März 2020 beantragten sie ein Gutachten, um zu beweisen, dass der Ehemann auf das Handy seiner Frau zugegriffen und darüber eine Webseite zur giftigen Wirkung von Rizin aufgerufen hatte. Als der Gutachter dies für „extrem unwahrscheinlich“ erklärte, beantragten sie ein weiteres Gutachten. Daraufhin warf die Bundesanwaltschaft ihnen „Prozessverschleppung“ vor. Im Schlussplädoyer forderten Başay-Yıldız und ihr Kollege erfolglos, das Verfahren gegen Yasmin H. einzustellen, weil es von Vorverurteilung, Willkür und Verletzungen von Rechtsstaatsprinzipien geprägt gewesen sei. Das Gericht wies den Antrag zurück und verurteilte Yasmin H. gemäß der Anklage zu acht Jahren Haft.
Seda Başay-Yıldız und Ali Aydin waren Verteidiger von Jennifer W. und Sarah O., die wegen des Vorwurfs der IS-Mitgliedschaft und der Versklavung von Jesidinnen vor Gericht standen. Das Oberlandesgericht Düsseldorf verurteilte Sarah O. im Juni 2021 zu sechseinhalb Jahren Jugendhaft wegen der Mitgliedschaft in einer terroristischen Vereinigung und Verbrechen gegen die Menschlichkeit. Das Oberlandesgericht München verurteilte Jennifer W. im Oktober 2021 zu zehn Jahren Haft wegen der Mitgliedschaft in einer terroristischen Vereinigung, Beihilfe zum versuchten Mord sowie zu versuchten Kriegsverbrechen und Verbrechen gegen die Menschlichkeit. Beide Angeklagte hatten sich im Prozess vom Islamischen Staat distanziert und bei den Opfern entschuldigt.
Im Oktober 2020 verhängte das Amtsgericht München einen Strafbefehl in Höhe von 18.000 Euro gegen Başay-Yıldız und Aydin, weil sie beim Verfahren gegen Jennifer W. aus dem nichtöffentlichen Prozess gegen Sarah O. zitiert hatten. Das Verfahren wurde nach einem Einspruch gegen Geldauflage eingestellt.
Die Angeklagte Jennifer W. wollte ihre Anwälte im Prozess als Pflichtverteidiger entfplichten lassen. Başay-Yıldız selbst hatte auch ihre Entpflichtung als Pflichtverteidigerin beantragt. Das Oberlandesgericht München lehnte den Entpflichtungsantrag jedoch ab.
Im Prozess gegen einen Waffenlieferanten des rassistischen Täters, der den Anschlag in München 2016 (22. Juli) ausführte, vertrat Başay-Yıldız die Mutter des 17-jährigen Mordopfers Hüseyin Dayıcık. Seit 2020 vertritt sie die Rechte der Familien von Sedat Gürbüz, Fatih Saraçoğlu und Gökhan Gültekin, die mit weiteren sieben Menschen beim Anschlag in Hanau 2020 (19. Februar) von einem verschwörungsgläubigen Rassisten ermordet worden waren.
Im Jahr 2022 hat Basay-Yıldız die Schwestern des Soner A. vertreten, der am 22. Juni 2021 in seinem Wohnhaus in Frankfurt durch Polizeibeamte erschossen wurde.

## Engagement
Basay-Yıldız ist Mitglied der Gesellschaft für Freiheitsrechte und war Beschwerdeführerin einer Verfassungsbeschwerde gegen das Hessische Sicherheits- und Ordnungsgesetz (HSOG) zur automatisierten Datenanalyse oder -auswertung. Das Bundesverfassungsgericht verkündete am 16. Februar 2023, dass einige Regelungen des HSOG in ihrer derzeitigen Form verfassungswidrig seien. Dem Land Hessen wurde seitens des Bundesverfassungsgerichts im Urteil aufgegeben das Gesetz nachzubessern.
Weil dies in der Folgezeit nicht geschah, hat Başay-Yıldız mit der Gesellschaft für Freiheitsrechte und weiteren Personen eine zweite Verfassungsbeschwerde am 25. Juni 2024 eingereicht.
Mit einer weiteren Verfassungsbeschwerde ist sie mit der Gesellschaft für Freiheitsrechte gegen den im Artikel 10-Gesetz (G10) geregelten Einsatz von Staatstrojanern durch deutsche Nachrichtendienste vorgegangen.
Sie ist Mitglied des RAV (Republikanischer Anwältinnen- und Anwälteverein e.V.).

## Morddrohungen
Am 2. August 2018 erhielt Başay-Yıldız ein Fax mit Morddrohungen gegen sie und ihre damals zweijährige Tochter. Der oder die anonymen Autoren beschimpften sie als „miese Türkensau“, drohten, man werde ihre Tochter zur „Vergeltung“ „schlachten“, und unterzeichneten mit „NSU 2.0“. Dies bezog sich offenbar auf ihre Anwaltstätigkeit im NSU-Prozess. Nach ihrer Strafanzeige ermittelten andere Frankfurter Polizisten eine Polizeibeamtin, unter deren Kennung kurz vor dem Absendezeitpunkt die persönlichen Daten der Anwältin aus dem Computer des ersten Polizeireviers in Frankfurt am Main abgerufen worden waren. Über ihr Mobiltelefon stießen die Ermittler auf eine Chatgruppe, in der weitere Polizeibeamte jenes Reviers rechtsextreme Botschaften ausgetauscht hatten.
Der Vorgang wurde erst ab dem 10. Dezember 2018 durch Presseberichte bekannt. Daraufhin übernahm das Landeskriminalamt Hessen die weiteren Ermittlungen. Am 20. Dezember 2018, einen Tag nach einer Sitzung des Innenausschusses des hessischen Landtags zu dem Vorgang, erhielt Başay-Yıldız ein zweites mit „NSU 2.0“ unterzeichnetes Fax, das neben ihrer Tochter nun auch ihren Ehemann und ihre Eltern bedrohte. Auch hier konnten die Daten nur aus behördlichen Melderegistern stammen. Auch dieses Schreiben wurde erst Monate später durch Presseberichte bekannt. Ende Februar und Anfang März 2019 erhielt sie das dritte und vierte Drohfax derselben Art.
Im Zentrum der Ermittlungen standen fünf Polizeibeamte aus dem Frankfurter Revier, darunter zwei Brüder aus Kirtorf. Ihnen konnten rechtsradikale Aussagen und Bezüge, aber kein Zusammenhang mit den Drohschreiben nachgewiesen werden. Im Zuge des Verfahrens wurde bekannt, dass von 2015 bis Mai 2019 mindestens 38 interne Verfahren gegen rechtsradikale hessische Polizisten eingeleitet worden waren. Ab Januar 2019 demonstrierten hunderte, Ende März 2019 dann rund 2000 Menschen aus Solidarität mit Başay-Yıldız vor dem Frankfurter Polizeirevier.
Laut einigen Berichten erhielt Başay-Yıldız bis Juli 2020 mehr als ein Dutzend Drohmails vom selben Absender. Zahlreiche Beamte hatten Zugang zu dem Computer im ersten Frankfurter Polizeirevier. Über den Fall berichteten auch britische Zeitungen wie The Guardian, The Daily Telegraph, The Independent und andere.
Im Dezember 2019 erklärte Seda Başay-Yıldız in einem Interview: Schon viel früher hätte Extremismus im Öffentlichen Dienst gesellschaftlich thematisiert werden müssen. Rechte Einstellungen und Rassismus in den Behörden hätten sich auch bei den Ermittlungen zum NSU gezeigt. Sie sehe bisher nicht, dass die Ermittler dies selbst aufarbeiten. Nach der ersten Drohmail gegen sie habe ein Frankfurter Beamter jedoch schnell gegen die eigenen Kollegen ermittelt. Inzwischen fühle sie sich ausreichend geschützt und vertraue, dass alles zur Aufklärung getan werde. Auch falls die Urheber der Drohmails nicht gefunden würden, lasse sie sich nicht einschüchtern. Dass im Ermittlungsverlauf viele rechtsradikale hessische Polizeibeamte entdeckt wurden, habe sie nicht überrascht: „Wir haben schon längere Zeit ein Problem mit Rechtsextremismus in diesem Land, warum soll die Polizei da eine Ausnahme darstellen? Was ich überhaupt nicht nachvollziehen konnte, ist, dass diese Dinge vorher niemandem aufgefallen sein sollen.“ Jeder rechtsradikal eingestellte Beamte müsse entlassen und strafrechtlich wie disziplinarisch belangt werden. Nur so lasse sich das Vertrauen aller Bürger in die Polizei wiederherstellen. Dieses habe bei den von Rassismus betroffenen Migranten bereits durch den NSU-Prozess schwer gelitten. Dass der hessische Innenminister Peter Beuth erst bei der Ermordung Walter Lübckes von einer „Zäsur“ gesprochen habe, sei „ein Schlag ins Gesicht beispielsweise der Simseks. Muss erst ein ‚biodeutscher‘ Politiker sterben, damit man von Zäsur redet?“
Im Februar 2021, kurz nachdem die Stadt Wiesbaden der Anwältin einen Preis angekündigt hatte, erhielt sie eine weitere Morddrohung. Bis dahin hatte sie insgesamt mehr als ein Dutzend solcher Drohungen erhalten, auch nachdem sie umgezogen und ihre neue Adresse hatte sperren lassen. Daraufhin machte sie die Drohungen wieder öffentlich.
Im Juli 2021 sandte die hessische Landesregierung die gesperrte neue Meldeadresse von Seda Başay-Yıldız und die Adresse der Kindertagesstätte (Kita) ihrer Tochter allen Fraktionen des hessischen Landtags einschließlich der hessischen AfD zu, die im parlamentarischen Untersuchungsausschuss zum Mord an Walter Lübcke vertreten waren. Die Fraktion der Linken bat die hessische Landesregierung, diese privaten und gesperrten Meldedaten zu schwärzen und zurückzuziehen. Der Chef der Hessischen Staatskanzlei Axel Wintermeyer (CDU) lehnte dies ab und machte sämtliche Fraktionen per Mail ausdrücklich auf die sensible Stelle mit den Daten aufmerksam. Başay-Yıldız zeigte sich entsetzt über den Vorgang, durch den ein Untersuchungsausschuss zu einem rechtsextremen Mord ihre Adressen erneut auch der AfD und damit Rechtsextremisten zugänglich machte.

## Auszeichnungen
PersonIm April 2019 entschied eine Jury, den jährlichen Dachau-Preis für Zivilcourage an Seda Başay-Yıldız zu vergeben. Am 8. Dezember 2019 erhielt sie ihn. Jurymitglied Sybille Krafft erklärte in ihrer Laudatio, die Arbeit der Anwältin sei „unbequem und undankbar, und leider auch gefährlich“, jedoch notwendig in einer Zeit, in der Rechtspopulisten den Rechtsstaat auszuhöhlen versuchten. Die Menschenwürde gelte in einem Rechtsstaat für jeden Menschen: Mordopfer, IS-Kämpfer und deren Anwältin. Başay-Yıldız erklärte in einem Interview zur Preisverleihung, wenn Behörden und Ministerien juristische Entscheidungen nicht beachteten, gehe der Respekt gegenüber der Rechtsstaatlichkeit verloren. In solchen Fällen sei eine Zwangshaft gegen für die Urteilsmissachtung verantwortliche Politiker und Ministerienmitarbeiter zu erwägen.
Am 18. Februar 2021 kündigte Wiesbadens Oberbürgermeister Gert-Uwe Mende (SPD) an, die Stadt werde Seda Başay-Yıldız den Ludwig-Beck-Preis für Zivilcourage verleihen, unter anderem wegen ihres „bemerkenswerten Umgangs mit den rechtsterroristischen Bedrohungen nach ihrem Eintreten als Anwältin für die Familie eines Opfers der NSU-Morde“. Die Verleihung erfolgte am 2. Juli 2021. Die Laudatio hielt die Journalistin Dunja Hayali.
Am 8. November 2021 zeichnete die Stadt München Seda Başay-Yıldız für ihre Zivilcourage gegen „undemokratische Strukturen, Organisationen und Entwicklungen“ mit dem Georg-Elser-Preis aus. Die SZ-Journalistin Annette Ramelsberger lobte sie dabei als „leidenschaftliche Strafverteidigerin“: „Sie liebt diesen Rechtsstaat, weil er Willkür verhindert, weil jede Behörde und deren Entscheidungen überprüft werden können von den Gerichten. Und weil jeder Mensch, der angeklagt ist, das Recht auf Verteidigung hat.“ Das gelte auch für islamistische Gefährder und IS-Kämpfer: „Heilige brauchen keine Verteidiger, das Recht ist auch für schwere Fälle da.“ Trotz der unzureichend aufgeklärten Morddrohungen mit möglicher Polizeihilfe habe Başay-Yıldız ihre Haltung bewahren können und in dem Satz ausgedrückt: „Ich bin Deutsche, ob sie es wollen oder nicht.“
2021 wurde Başay-Yıldız mit dem Scholl-Grimminger-Preis der Stadt Crailsheim ausgezeichnet. Damit wurde ihr Einsatz für Demokratie und Rechtsstaat gewürdigt.

## Bewertungen von Parteien
Auf Vorschlag der hessischen Landtagsfraktion der Partei Die Linke wurde Başay-Yıldız zum Mitglied der 17. Bundesversammlung gewählt.
Im Juni 2024 wurde bekannt, dass Başay-Yıldız Richterin am Berliner Verfassungsgerichtshof werden soll. Nach Presseberichten habe die CDU-Fraktion im Berliner Abgeordnetenhaus ein Veto eingelegt, weil sie Sami A. gegen dessen rechtswidrige Abschiebung nach Tunesien vertreten habe. Das Verwaltungsgericht Gelsenkirchen und das Oberverwaltungsgericht Münster hatten die Abschiebung im Jahr 2018 für rechtswidrig erklärt. Die Abschiebung sei „grob rechtswidrig“ und „verletzt grundlegende rechtsstaatliche Prinzipien“, hieß es in der Pressemitteilung des Gerichts. Daraufhin wurde die Nominierung von Başay-Yıldız für den Berliner Verfassungsgerichtshof zurückgenommen.
Es entbrannte eine Diskussion darüber, ob sich „eine Strafverteidigerin für ein solches Amt dadurch disqualifizieren könne, weil sie ‚die Falschen‘ verteidigt habe oder ob es nicht gerade Kernelement des Rechtsstaats sei, dass jede und jeder eine bestmögliche Verteidigung erhält, selbst wenn er oder sie die freiheitlich-demokratische Grundordnung am liebsten abschaffen würde“.